# پروانه‌های بی‌اس‌دی
پروانهٔ بی‌اس‌دی (به انگلیسی: BSD License) مخفف پروانه نرم‌افزار توزیع برکلی است.
از جمله پراستفاده‌ترین مجوزهای نرم‌افزارهای آزاد است.
این مجوز اولین بار برای توزیع برکلی (به‌طور خلاصه نسخه‌ای از یونیکس است) استفاده شده‌است.

## پروانه فری‌بی‌اس‌دی
پروانه فری‌بی‌اس‌دی یک پروانه نرم‌افزاری است که بیشتر توسط پروژه فری‌بی‌اس‌دی استفاده  می‌شود. این پروانه با نام پروانه ساده شده بی‌اس‌دی و پروانه دو بندی بی‌اس‌دی هم شناخته می‌شود. این پروانه آزادی‌های زیادی در اختیار کاربر تجاری و غیر تجاری قرار می‌دهد و به اعتقاد بسیاری از کارشناسان یکی از سهل‌گیرترین پروانه‌های نرم‌افزاری موجود است. نمونه‌ای از این پروانه را در زیر مشاهده می‌کنید:
```
Copyright (c) <YEAR>, <OWNER>
All rights reserved.

Redistribution and use in source and binary forms, with or without
modification, are permitted provided that the following conditions are met:

1. Redistributions of source code must retain the above copyright notice, this
   list of conditions and the following disclaimer. 
2. Redistributions in binary form must reproduce the above copyright notice,
   this list of conditions and the following disclaimer in the documentation
   and/or other materials provided with the distribution.

THIS SOFTWARE IS PROVIDED BY THE COPYRIGHT HOLDERS AND CONTRIBUTORS "AS IS" AND
ANY EXPRESS OR IMPLIED WARRANTIES, INCLUDING, BUT NOT LIMITED TO, THE IMPLIED
WARRANTIES OF MERCHANTABILITY AND FITNESS FOR A PARTICULAR PURPOSE ARE
DISCLAIMED. IN NO EVENT SHALL THE COPYRIGHT OWNER OR CONTRIBUTORS BE LIABLE FOR
ANY DIRECT, INDIRECT, INCIDENTAL, SPECIAL, EXEMPLARY, OR CONSEQUENTIAL DAMAGES
(INCLUDING, BUT NOT LIMITED TO, PROCUREMENT OF SUBSTITUTE GOODS OR SERVICES;
LOSS OF USE, DATA, OR PROFITS; OR BUSINESS INTERRUPTION) HOWEVER CAUSED AND
ON ANY THEORY OF LIABILITY, WHETHER IN CONTRACT, STRICT LIABILITY, OR TORT
(INCLUDING NEGLIGENCE OR OTHERWISE) ARISING IN ANY WAY OUT OF THE USE OF THIS
SOFTWARE, EVEN IF ADVISED OF THE POSSIBILITY OF SUCH DAMAGE.

The views and conclusions contained in the software and documentation are those
of the authors and should not be interpreted as representing official policies, 
either expressed or implied, of the FreeBSD Project.

```

## ویژگی‌ها
استفاده از نرم‌افزار یا انتشار مجدد آن، چه به صورت کدهای منبع و چه به صورت فایل‌های باینری، چه با اعمال تغییرات و چه بدون اعمال تغییرات، با در نظر گرفتن شرایط زیر مجاز است:
1. در هنگام انتشار مجدد نرم‌افزار در قالب کدهای منبع، باید اعلان کپی رایت (که در قسمت بالای پروانه قرار دارد)، دو شرط قید شده در پروانه و همینطور یک گواهی رفع ادعا (که در قسمت پایین پروانه قرار دارد) را به همراه کدهای منبع انتشار داد.
2. در هنگام انتشار مجدد نرم‌افزار به صورت فایل‌های باینری، باید اعلان کپی رایت (که در قسمت بالای پروانه قرار دارد)، دو شرط قید شده در پروانه و همینطور یک گواهی رفع ادعا (که در قسمت پایین پروانه قرار دارد) را مجدداً بازنویسی کرد.

از دو بند بالا می‌توان این‌گونه برداشت کرد که:
- کاربر می‌تواند به صورت رایگان و بدون هیچ قید و شرطی از برنامه استفاده کند.
- کاربر می‌تواند تغییرات دلخواه خود را در کدهای منبع اعمال کند.
- کاربر می‌تواند کدهای منبع را به هر تعداد دلخواهی منتشر کند. (البته در این حالت حق ندارد پروانه نرم‌افزار را تغییر دهد و باید کدهای منبع مجدداً تحت همان پروانه قبلی و با حفظ اعلان کپی‌رایت منتشر شوند)
- کاربر می‌تواند کدهای منبع را با اعمال تغییرات دلخواه مجدداً منتشر کند. (کدها و تغییراتی که توسط کاربر اعمال شده می‌تواند تحت هر اجازه‌نامه دلخواهی منتشر شود اما کدهای اصلی باید تحت همان پروانه قبلی منتشر شوند و اعلان کپی رایت هم باید حفظ شود)
- کاربر می‌تواند نرم‌افزار را چه با اعمال تغییرات و چه بدون اعمال تغییرات، به صورت فایل‌های باینری منتشر کند. (در این حالت می‌توان پروانه نرم‌افزار را به هر پروانه دلخواهی تغییر داد)
- کاربر می‌تواند نرم‌افزار را به صورت فایل‌های باینری و بدون انتشار کدهای منبع و تحت هر پروانه دلخواهی منتشر کند.